# 敏
敏（埃及语转写mnw）是古埃及神話中男性生殖的守護神，沙漠旅行人的守護者，也是孩童的保護者。其特色是勃起的陰莖，全名是Menu-ka-mut-f（"Min, Bull of his Mother"），是很男性化的神，通常人們把萵苣當成祭品獻給他，吃掉後便能獲得成年的標誌（成年禮）。乃愛之女神奎特的丈夫。繪有他神像的畫往往會在旁加上稱之為「敏的庭院」的萵苣叢。